# Oligosporus
Oligosporus là một chi thực vật có hoa trong họ Cúc (Asteraceae).

## Loài
Chi Oligosporus gồm các loài: